# Saison 2017 de l'équipe cycliste AGO-Aqua Service
La saison 2017 de l'équipe cycliste AGO-Aqua Service est la sixième de cette équipe.

## Préparation de la saison 2017

### Arrivées et départs
| Arrivées         | Équipe 2016                         |
| ---------------- | ----------------------------------- |
| Arthur Baude     | Verandas Willems-Crabbé-CC Chevigny |
| Anthony Debuy    | VC Blancs Gilets Brabant Wallon     |
| Pierre Goebeert  | VC Blancs Gilets Brabant Wallon     |
| Kenny Molly      | Klein Constantia                    |
| Sylvain Moniquet | Verandas Willems-Crabbé-CC Chevigny |
| Yann Pestiaux    | Sprint 2000 Charleroi               |
| Thomas Petit     | T.Palm-Pôle Continental Wallon      |

| Départs           | Équipe 2017                    |
| ----------------- | ------------------------------ |
| Wallace Bero      | Naturablue                     |
| Johan Hemroulle   |                                |
| Julien Kaise      | T.Palm-Pôle Continental Wallon |
| Rémy Mertz        | Lotto-Soudal                   |
| Maximilien Picoux | T.Palm-Pôle Continental Wallon |
| Ludovic Robeet    | WB-Veranclassic-Aqua Protect   |

## Coureurs et encadrement technique

### Effectif
| Cycliste         | Date de naissance | Nationalité | Équipe 2016                         |  |
| ---------------- | ----------------- | ----------- | ----------------------------------- |  |
| Charlie Arimont  | 3 juin 1996       | Belgique    | Color Code-Arden'Beef               |  |
| Arthur Baude     | 7 janvier 1998    | Belgique    | Verandas Willems-Crabbé-CC Chevigny |  |
| Gordon De Winter | 6 juin 1997       | Belgique    | Color Code-Arden'Beef               |  |
| Hugo De Winter   | 30 décembre 1996  | Belgique    | Color Code-Arden'Beef               |  |
| Anthony Debuy    | 11 avril 1996     | Belgique    | VC Blancs Gilets Brabant Wallon     |  |
| Pierre Goebeert  | 28 janvier 1997   | Belgique    | VC Blancs Gilets Brabant Wallon     |  |
| Antoine Loy      | 22 septembre 1996 | Belgique    | Color Code-Arden'Beef               |  |
| Kenny Molly      | 24 décembre 1996  | Belgique    | Klein Constantia                    |  |
| Sylvain Moniquet | 14 janvier 1998   | Belgique    | Verandas Willems-Crabbé-CC Chevigny |  |
| Julien Mortier   | 20 juillet 1997   | Belgique    | Color Code-Arden'Beef               |  |
| Martin Palm      | 14 juin 1996      | Belgique    | Color Code-Arden'Beef               |  |
| Yann Pestiaux    | 5 août 1998       | Belgique    | Sprint 2000 Charleroi               |  |
| Thomas Petit     | 17 novembre 1996  | Belgique    | T.Palm-Pôle Continental Wallon      |  |
| Franklin Six     | 29 décembre 1996  | Belgique    | Color Code-Arden'Beef               |  |
| Lionel Taminiaux | 21 mai 1996       | Belgique    | Color Code-Arden'Beef               |  |
| Marvin Tasset    | 16 octobre 1997   | Belgique    | Color Code-Arden'Beef               |  |

## Bilan de la saison

### Victoires
Aucune victoire UCI.